# Enfer d’Arvier

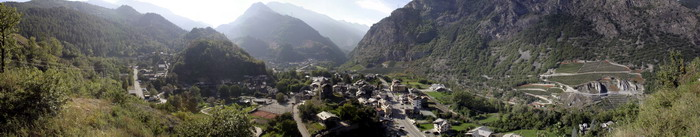
Arvier von Aosta kommend gesehen. Rechts im Bild erkennt man einen Teil der in Steillage angelegten Rebanlagen.

Valle d’Aosta Enfer d’Arvier DOC (italienisch) bzw. „Vallée d'Aoste Enfer d’Arvier DOC“ (französisch) ist die kontrollierte Herkunftsbezeichnung (DOC) für einen trocken ausgebauten Rotwein aus dem Gebiet der Gemeinde Arvier im Aostatal der gleichnamigen italienisch- und französischsprachigen autonomen Region Aostatal im äußersten Nordwesten Italiens. Bei der Talschaft, welche nach der etwa in ihrer Mitte gelegenen heutigen Regionshauptstadt Aosta benannt ist, handelt es sich um ein von Hochgebirgen gesäumtes Tal von etwa 90 km Länge, das von dem Flüsschen Dora Baltea durchflossen wird. Auf einer Länge von etwa 80 km werden in häufig abenteuerlich terrassiertem Steillagenweinbau Trauben erzeugt. Die Weinproduktion der Region Aostatal ist die mit Abstand Geringste Italiens. Sie vermag schon den Bedarf ihrer Einwohner nicht zu decken, geschweige denn den Durst der unzähligen Durchreisenden und Touristen.

## Produktionsvorschriften der DOC
Das umfassende und für die ganze Region geltende „Disciplinare di produzione dei vini a Denominazione di Origine Controllata "Valle d’Aosta" o "Vallee d’Aoste"“ regelt die Erzeugung und Inverkehrbringung aller Weine des Aostatales, für welche die DOC in Anspruch genommen werden soll. Das Disciplinare sichert ein Mindestmaß an Weinqualitäten und fördert damit den Absatz an eine auf die DOC vertrauende Kundschaft. Vorliegend handelt es sich um ein aufwändiges, äußerst detailliertes Produktionsdisziplinar im Umfang von 28 Seiten (Stand 2014). Zu dessen Anwendung und zur Inanspruchnahme der DOC ist niemand gezwungen. Selbstbewusste Erzeuger mit gesichertem Absatz befreien sich von den bürokratischen Produktionsvorschriften, in dem sie auf die DOC verzichten. Und auch Weinen, die den (starren) Produktionsvorschriften nicht entsprechen, bleibt die DOC versagt.
Die DOC „Enfer d’Arvier“ datierte ursprünglich aus dem Jahr 1972. Nach der 1971 für die von der Rebsorte Nebbiolo dominierten Weine aus Donnas geschaffenen DOC, war die DOC „Enfer d’Arvier“ die zweite DOC im Aostatal. Seit 1985, der Einführung der die ganze Region umfassenden DOC, betitelt das hierfür maßgebliche Disciplinare die Bezeichnung „Enfer d’Arvier“ nun als „sottodenominazione della D.O.C. "Valle d’Aosta" o "Vallée d’Aoste"“.

### Rebsorten
Die Bezeichnung „"Valle d'Aosta" o "Vallée d'Aoste" Enfer d'Arvier DOC“ ist Weinen vorbehalten, welche zu mindestens 85 % aus Trauben der im Aostatal autochthonen Rebsorte Petit-Rouge und maximal 15 % Trauben anderer in der autonomen Region Aosta zugelassener roter Rebsorten gekeltert werden.

### Geografie
Die Trauben müssen im Gebiet der Gemeinde Arvier erzeugt worden sein, orografisch rechts der Dora Baltea in „Monbet“, „Bouse“ und „Sorpier“, sowie links der Dora Baltea begrenzt durch die Nachbargemeinden; im Osten Villeneuve, im Norden St. Nicolas und im Westen Avise. Die französische Bezeichnung „Enfer d’Arvier“ = „Hölle von Arvier“ resultiert aus den klimatischen Bedingungen im namengebenden nördlich bzw. orografisch links der Dora Baltea gelegenen terrassierten meist Steillagenweinbau.

### Zulässige Erträge
Das Disciplinare regelt den zulässigen Höchstertrag je ha mit maximal 9 Tonnen Trauben, und hiervon maximal 70 % = maximal 63 Hektoliter (hl) Wein, wobei die Trauben einen Alkoholgehalt von mindestens 11 % ermöglichen müssen. Wird das maximal zulässige Traubengewicht um bis zu 20 % (1,8 t/ha) überschritten, verliert die Übermenge den Anspruch auf die DOC. Übersteigt das Traubengewicht jedoch auch diesen Wert, geht der Anspruch auf die DOC für die gesamte Ernte verloren. Übersteigt der Ertrag in hl die Grenze von 70 % = 63 hl/ha mit maximal bis zu 75 % (=67,50 hl/ha), verliert die Übermenge den Anspruch auf die DOC. Wird jedoch der Wert von 75 % (= 67,50 hl/ha) überschritten, verfällt der Anspruch auf die DOC insgesamt.

### Ausbau-/Reifedauer
Beginnend mit dem auf die Ernte folgenden 1. Dezember, beläuft sich die Mindestdauer für den Ausbau des Weins auf 5 Monate, bevor dieser in den Verkehr gelangen darf. In welcher Weise der Ausbau erfolgen soll, ist nicht vorgeschrieben. Es bleibt dem Erzeuger überlassen, ob der Wein z. B. in Holzfässern, in Beton- oder Edelstahltanks, oder schon auf Flasche und ggf. auch länger als die Mindestdauer reift.

### Superiore bzw. Supérieur
Bei einer Mindestdauer des Ausbaus von 8 Monaten und einem um mindestens ein Grad höheren möglichen Alkoholgehalt der Trauben und auch des fertigen Weins, darf dieser mit der zusätzlichen Bezeichnung superiore bzw. supérieur in den Verkehr gebracht werden.

### Organoleptische Eigenschaften
Ansonsten muss der (ital.) "Valle d'Aosta" bzw. (franz.) "Vallée d'Aoste" Enfer d'Arvier DOC nach dem Disciplinare über die folgenden Eigenschaften verfügen:
- Farbe: Intensives granatrot
- Duft: Zart mit charakteristischem Bouquet
- Geschmack: Samtig, vollmundig, angenehm bitter
- Alkoholgehalt: Mindestens 11,50 Volumenprozent (Superiore mindestens 12,5 Volumenprozent)
- Gesamtsäuregehalt: Mindestens: 4,5 g/l
- Extrakt: Mindestens 18 g/l

## Erzeuger und Marktverhältnisse
Der „"Valle d’Aosta" o "Vallée d’Aoste" Enfer d’Arvier DOC“ wurde bzw. wird lediglich von zwei Erzeugern in nur geringen Mengen hergestellt; der örtlichen Genossenschaft mit etwa 120 Mitgliedern und insgesamt etwa 7 Hektar (ha) Rebfläche, bestockt auch mit weißen Reben, und von einem einzigen Winzer mit etwa 3 ha überwiegend Petit Rouge und etwas Pinot nero. Die Weine sind, ob ihrer geringen Menge, im Handel kaum präsent und in der Regel auch schnell vergriffen. Die jährlich maximal etwa 15000 Flaschen des Winzers gehen überwiegend in den Export und sind 2023 meist nur im englischen Sprachraum zu Preisen (im Gegenwert) ab etwa 30,00 € je 0,75-L-Flasche im Handel. Die Weine der Genossenschaft sind in deren örtlicher Verkaufsstelle ab etwa 20,00 € je 0,75-L-Flasche erhältlich.
Jedenfalls die Genossenschaft vinifiziert Petit Rouge auch sortenrein sowie außerhalb der DOC auch aus angetrocknetem Traubengut ähnlich einem Amarone della Valpolicella oder Sforzato di Valtellina.